# Classement mondial UCI 2025
Navigation
2024 2026
Le Classement mondial UCI 2025 est la 10e édition du Classement mondial UCI. Ce classement est utilisé par l'Union cycliste internationale depuis le 10 janvier 2016, pour classer les coureurs cyclistes sur route masculins. Il tient compte des résultats des 52 dernières semaines selon un barème précis. Un classement par pays et par équipes sont également calculés.

## Règlement
Les classements sont mis à jour chaque mardi à 2 heures CET et comprennent les résultats enregistrés jusqu'à cet horaire. À noter que le classement ne prend en compte qu'un championnat du monde et continental. Si un de ces championnats est organisé avant ou après les 52 semaines suivant la précédente édition, seule l'édition la plus récente est prise en compte. Dans le cas où un championnat n'est pas organisé durant une saison, alors les points sont valables 52 semaines.

## Évolution
Le Slovène Tadej Pogačar occupe la tête du classement mondial depuis le 28 septembre 2021. La Belgique est à la première place du classement par pays depuis le 26 avril 2022. L'UCI considère que la saison 2025 commence le 22 octobre 2024.
| # | Coureur       | Début      | Fin      | Semaine(s) |
| - | ------------- | ---------- | -------- | ---------- |
| 1 | Tadej Pogačar | 22/10/2024 | en cours | 33         |

| # | Pays     | Début      | Fin      | Semaine(s) |
| - | -------- | ---------- | -------- | ---------- |
| 1 | Belgique | 22/10/2024 | en cours | 33         |

## Classements actuels
Le classement UCI par équipes est le seul qui n'est pas roulant sur 52 semaines : seuls les points acquis depuis le 1er janvier 2025 sont comptabilisés.
| Classement UCI (individuel) au 22 avril 2025 | Classement UCI (individuel) au 22 avril 2025 | Classement UCI (individuel) au 22 avril 2025 | Classement UCI (individuel) au 22 avril 2025 | Classement UCI (individuel) au 22 avril 2025 | Classement UCI (individuel) au 22 avril 2025 | Classement UCI (individuel) au 22 avril 2025 |
| #                                            | Coureur                                      | Pays                                         | Équipe                                       | Points                                       | Précédent                                    | Évolution                                    |
| -------------------------------------------- | -------------------------------------------- | -------------------------------------------- | -------------------------------------------- | -------------------------------------------- | -------------------------------------------- | -------------------------------------------- |
| 1                                            | Tadej Pogačar                                | Slovénie                                     | UAE Emirates XRG                             | 13250                                        | 1                                            | en stagnation                                |
| 2                                            | Remco Evenepoel                              | Belgique                                     | Soudal Quick-Stepl                           | 5569                                         | 2                                            | en stagnation                                |
| 3                                            | Mathieu van der Poel                         | Pays-Bas                                     | Alpecin-Deceuninck                           | 4223                                         | 3                                            | en stagnation                                |
| 4                                            | Primož Roglič                                | Slovénie                                     | Red Bull-Bora-Hansgrohe                      | 3855                                         | 4                                            | en stagnation                                |
| 5                                            | Wout van Aert                                | Belgique                                     | Visma-Lease a Bike                           | 3773                                         | 9                                            | +4                                           |
| 6                                            | Ben O'Connor                                 | Australie                                    | Team Jayco AlUla                             | 3542.81                                      | 6                                            | en stagnation                                |
| 7                                            | Biniam Girmay                                | Érythrée                                     | Intermarché-Wanty                            | 3370                                         | 7                                            | en stagnation                                |
| 8                                            | Mads Pedersen                                | Danemark                                     | Lidl-Trek                                    | 3365.57                                      | 8                                            | en stagnation                                |
| 9                                            | Enric Mas                                    | Espagne                                      | Movistar Team                                | 3295                                         | 10                                           | +1                                           |
| 10                                           | Marc Hirschi                                 | Suisse                                       | Tudor Pro Cycling Team                       | 3184                                         | 5                                            | -5                                           |

| Classement UCI (par équipes) au 22 avril 2025 | Classement UCI (par équipes) au 22 avril 2025 | Classement UCI (par équipes) au 22 avril 2025 | Classement UCI (par équipes) au 22 avril 2025 | Classement UCI (par équipes) au 22 avril 2025 |
| #                                             | Pays                                          | Points                                        | Précédent                                     | Évolution                                     |
| --------------------------------------------- | --------------------------------------------- | --------------------------------------------- | --------------------------------------------- | --------------------------------------------- |
| 1                                             | UAE Team Emirates XRG                         | 11199.42                                      | 1                                             | en stagnation                                 |
| 2                                             | Lidl-Trek                                     | 7551.01                                       | 2                                             | en stagnation                                 |
| 3                                             | XDS Astana Team                               | 5749.66                                       | 3                                             | en stagnation                                 |
| 4                                             | Team Visma-Lease a Bike                       | 5733.85                                       | 4                                             | en stagnation                                 |
| 5                                             | Alpecin-Deceuninck                            | 5211                                          | 5                                             | en stagnation                                 |
| 6                                             | Ineos Grenadiers                              | 4915.6                                        | 6                                             | en stagnation                                 |
| 7                                             | Soudal Quick-Step                             | 4699.45                                       | 8                                             | +1                                            |
| 8                                             | Red Bull-Bora-Hansgrohe                       | 4172.55                                       | 7                                             | -1                                            |
| 9                                             | Uno-X Mobility                                | 3662                                          | 10                                            | +1                                            |
| 10                                            | Movistar Team                                 | 3585.26                                       | 9                                             | -1                                            |

| Classement UCI (individuel) au 22 avril 2025 | Classement UCI (individuel) au 22 avril 2025 | Classement UCI (individuel) au 22 avril 2025 | Classement UCI (individuel) au 22 avril 2025 | Classement UCI (individuel) au 22 avril 2025 | Classement UCI (individuel) au 22 avril 2025 | Classement UCI (individuel) au 22 avril 2025 |
| #                                            | Coureur                                      | Pays                                         | Équipe                                       | Points                                       | Précédent                                    | Évolution                                    |
| -------------------------------------------- | -------------------------------------------- | -------------------------------------------- | -------------------------------------------- | -------------------------------------------- | -------------------------------------------- | -------------------------------------------- |
| 1                                            | Tadej Pogačar                                | Slovénie                                     | UAE Emirates XRG                             | 13250                                        | 1                                            | en stagnation                                |
| 2                                            | Remco Evenepoel                              | Belgique                                     | Soudal Quick-Stepl                           | 5569                                         | 2                                            | en stagnation                                |
| 3                                            | Mathieu van der Poel                         | Pays-Bas                                     | Alpecin-Deceuninck                           | 4223                                         | 3                                            | en stagnation                                |
| 4                                            | Primož Roglič                                | Slovénie                                     | Red Bull-Bora-Hansgrohe                      | 3855                                         | 4                                            | en stagnation                                |
| 5                                            | Wout van Aert                                | Belgique                                     | Visma-Lease a Bike                           | 3773                                         | 9                                            | +4                                           |
| 6                                            | Ben O'Connor                                 | Australie                                    | Team Jayco AlUla                             | 3542.81                                      | 6                                            | en stagnation                                |
| 7                                            | Biniam Girmay                                | Érythrée                                     | Intermarché-Wanty                            | 3370                                         | 7                                            | en stagnation                                |
| 8                                            | Mads Pedersen                                | Danemark                                     | Lidl-Trek                                    | 3365.57                                      | 8                                            | en stagnation                                |
| 9                                            | Enric Mas                                    | Espagne                                      | Movistar Team                                | 3295                                         | 10                                           | +1                                           |
| 10                                           | Marc Hirschi                                 | Suisse                                       | Tudor Pro Cycling Team                       | 3184                                         | 5                                            | -5                                           |

| Classement UCI (par équipes) au 22 avril 2025 | Classement UCI (par équipes) au 22 avril 2025 | Classement UCI (par équipes) au 22 avril 2025 | Classement UCI (par équipes) au 22 avril 2025 | Classement UCI (par équipes) au 22 avril 2025 |
| #                                             | Pays                                          | Points                                        | Précédent                                     | Évolution                                     |
| --------------------------------------------- | --------------------------------------------- | --------------------------------------------- | --------------------------------------------- | --------------------------------------------- |
| 1                                             | UAE Team Emirates XRG                         | 11199.42                                      | 1                                             | en stagnation                                 |
| 2                                             | Lidl-Trek                                     | 7551.01                                       | 2                                             | en stagnation                                 |
| 3                                             | XDS Astana Team                               | 5749.66                                       | 3                                             | en stagnation                                 |
| 4                                             | Team Visma-Lease a Bike                       | 5733.85                                       | 4                                             | en stagnation                                 |
| 5                                             | Alpecin-Deceuninck                            | 5211                                          | 5                                             | en stagnation                                 |
| 6                                             | Ineos Grenadiers                              | 4915.6                                        | 6                                             | en stagnation                                 |
| 7                                             | Soudal Quick-Step                             | 4699.45                                       | 8                                             | +1                                            |
| 8                                             | Red Bull-Bora-Hansgrohe                       | 4172.55                                       | 7                                             | -1                                            |
| 9                                             | Uno-X Mobility                                | 3662                                          | 10                                            | +1                                            |
| 10                                            | Movistar Team                                 | 3585.26                                       | 9                                             | -1                                            |

| Classement UCI (par pays) au 22 avril 2025 | Classement UCI (par pays) au 22 avril 2025 | Classement UCI (par pays) au 22 avril 2025 | Classement UCI (par pays) au 22 avril 2025 | Classement UCI (par pays) au 22 avril 2025 |
| #                                          | Pays                                       | Points                                     | Précédent                                  | Évolution                                  |
| ------------------------------------------ | ------------------------------------------ | ------------------------------------------ | ------------------------------------------ | ------------------------------------------ |
| 1                                          | Belgique                                   | 21612.72                                   | 1                                          | en stagnation                              |
| 2                                          | Slovénie                                   | 18833.14                                   | 2                                          | en stagnation                              |
| 3                                          | Espagne                                    | 15227.43                                   | 3                                          | en stagnation                              |
| 4                                          | Italie                                     | 13270.53                                   | 4                                          | en stagnation                              |
| 5                                          | Danemark                                   | 12493.62                                   | 5                                          | en stagnation                              |
| 6                                          | Australie                                  | 11232.19                                   | 6                                          | en stagnation                              |
| 7                                          | Pays-Bas                                   | 11203.29                                   | 7                                          | en stagnation                              |
| 8                                          | France                                     | 11163.85                                   | 8                                          | en stagnation                              |
| 9                                          | Grande-Bretagne                            | 10291.86                                   | 9                                          | en stagnation                              |
| 10                                         | États-Unis                                 | 9359.49                                    | 10                                         | en stagnation                              |